# Skank (舞蹈)
Skank，又稱Ska dance、斯卡舞蹈，是一種在斯卡、斯卡龐克、硬核龐克、雷鬼、鼓打貝斯以及其他音樂場景中表現的舞蹈形式。
Skank舞蹈風格起源於1950至1960年代間播放斯卡音樂的牙買加舞廳。1960年代時，斯卡音樂盛行於英國的摩德文化和光頭黨青少年之間，此時原本的skank舞蹈受到了些許改造。此舞蹈風格又在1970至1980年代的斯卡復興運動與Two-tone音樂中重新流行，並被一些硬核龐克次文化所使用。

## 型別
Skank舞蹈最初為左右或上下揮舞雙手，膝蓋配合節拍彎曲以使身體上下擺動，同時左右晃動身體。也有雙手握拳前後擺動，與腰部交替前後移動的版本。而後改造過的版本，則以腿搭配節拍原地踢出，背部壓低，同時彎曲手肘並握拳，左右交替揮舞，呈現奔跑的姿態。
相較於原本的版本，龐克版本的skank舞蹈通常被稱為two-stepping，其中手臂向外伸直並隨意揮舞，用於在衝撞中推擠並敲打他人，但此行為並非真正的攻擊，而是一種情感宣洩的表達方式。雖然搖擺和推擠看似危險，但在舞台下中的每個觀眾幾乎總是有意識地努力避免真正擊打或傷害對方；如果任何人在衝撞過程中摔倒，其他人往往會避免踐踏他們，並幫助他們重新站起來。
Skank舞蹈使用的風格、速度和動作與演奏的音樂一樣多樣，通常由其節奏和流派決定。在雷鬼音樂場景中進行的skank舞蹈通常比在硬核龐克表演中進行的skank舞蹈更緩慢、更克制，例如一種被稱為stroll的較輕風格，便受到美國斯卡龐克樂團如Big D and the Kids Table等的推廣。在這種風格中，舞者傾向於在舞台前方與周圍「漫步」，同時有節奏地左右搖擺，雙臂彎曲，與音樂同步在原地呈現行進的姿勢。在鼓打貝斯音樂中，skank舞蹈也被稱為x-outing、x-stepping、dnb stepping，其特點是富有技術性的快速運動，以表示對歌曲的享受，特別是在歌曲節拍出現後的部分。